# Steinweg 74 (Quedlinburg)

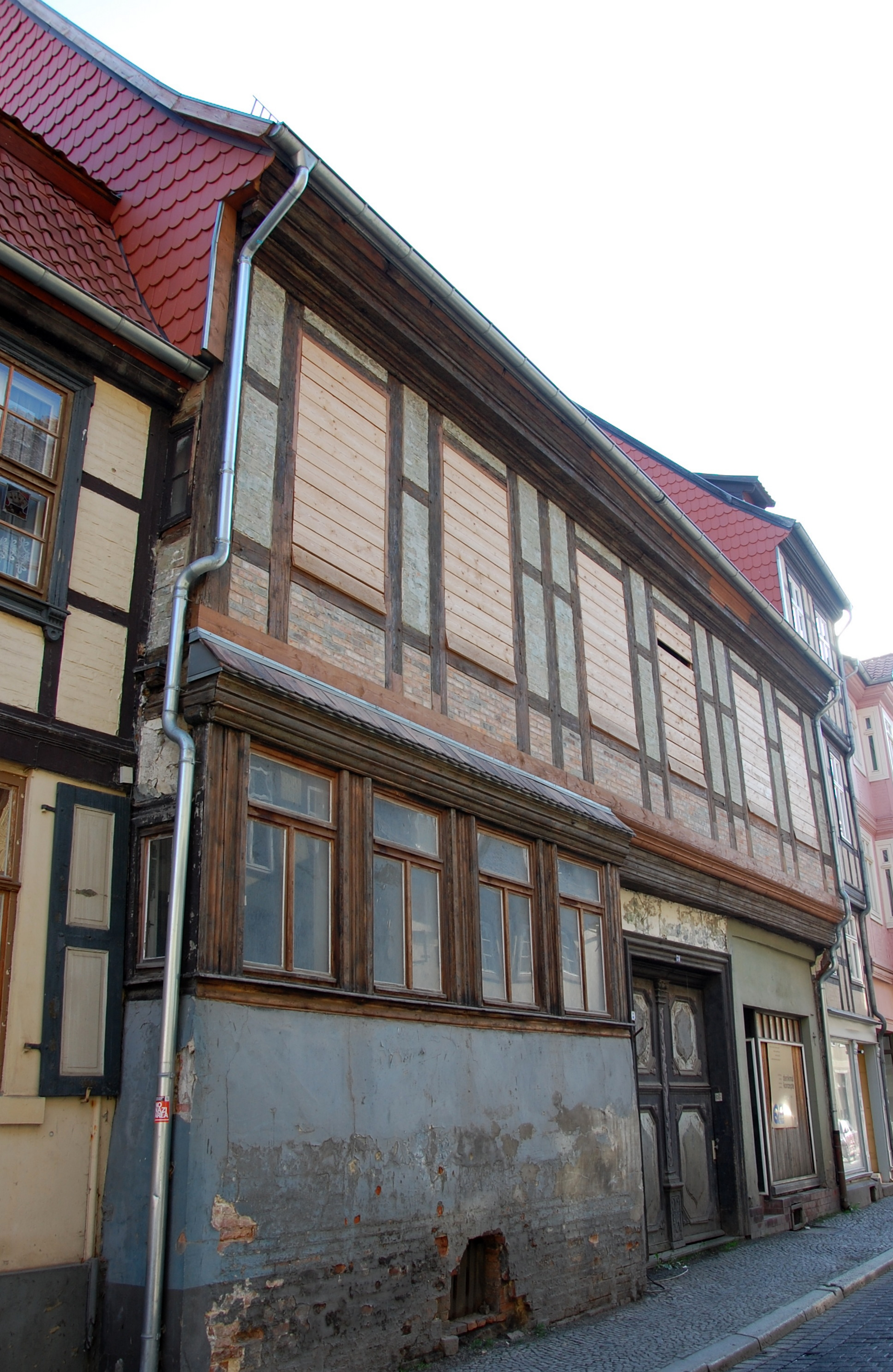
Haus Steinweg 74

Das Haus Steinweg 74 ist ein denkmalgeschütztes Gebäude in der Stadt Quedlinburg in Sachsen-Anhalt.

## Lage
Es befindet sich in der historischen Quedlinburger Neustadt auf der Südseite des Steinwegs und gehört zum UNESCO-Weltkulturerbe. Im Quedlinburger Denkmalverzeichnis ist es als Ackerbürgerhof eingetragen.

## Architektur und Geschichte
Das straßenseitige Wohnhaus des noch vollständig erhaltenen Gehöfts entstand in der Zeit um 1740. Es handelt sich um ein zweigeschossiges, schlicht gestaltetes Fachwerkhaus. Als zierende Elemente finden sich profilierte Bohlen. Bemerkenswert ist ein geschnitztes Tor aus der Zeit des Barock. In den Jahren 2015–18 wurde das Ensemble komplett restauriert. Auch im Innenbereich wurde die vorhandene Substanz maximal erhalten.
Auf der Südseite des Hofs zum Neustädter Kirchhof befindet sich ein nach einer Bauinschrift im Jahr 1692 errichtetes Fachwerkgebäude. Es ist mit Pyramidenbalkenköpfen und Schiffskehlen versehen.